# Gigantiops destructor
Gigantiops destructor is een mierensoort uit de onderfamilie van de schubmieren (Formicinae). De wetenschappelijke naam van de soort is voor het eerst geldig gepubliceerd in 1804 door Johann Christian Fabricius als Formica destructor. De naam destructor is niet terecht; het is een onschadelijke mierensoort die leeft op de woudbodem van Zuid-Amerika in een gebied dat zich uitstrekt tot ongeveer 10° ten noorden en ten zuiden van de evenaar, ten oosten van het Andesgebergte in Brazilië, Guyana, Suriname, Peru en Bolivia.
Deze mieren zijn mat zwart; de uiteinden van de voelsprieten zijn geel. Ze leven vooral tussen dode bladeren op de woudbodem en op boomtakken. Met hun lange poten kunnen ze van takje naar takje springen. Ze hebben zeer grote ogen (hoewel Santschiella kohli nog grotere ogen heeft).